# Parafia św. Michała Archanioła w Kończycach Wielkich
Parafia Świętego Michała Archanioła w Kończycach Wielkich – parafia rzymskokatolicka znajdująca się w Kończycach Wielkich. Należy do dekanatu Strumień w diecezji bielsko-żywieckiej. W 2005 zrzeszała ponad 2000 wiernych.
W sprawozdaniu z poboru świętopietrza z 1335 w diecezji wrocławskiej na rzecz Watykanu sporządzonego przez nuncjusza papieskiego Galharda z Cahors wśród 10 parafii archiprezbiteratu w Cieszynie wymieniona jest parafia w miejscowości Cunczendorf, jednak trudno rozstrzygnąć czy chodzi o Kończyce Małe czy Duże, jednak z dużej należnej kwoty można przyjąć, że świętopietrze spłacały obie parafie wspólnie.
Poprzednik obecnego kościoła parafialnego, również drewniany i pod tym samym wezwaniem, lecz mniejszy, opisany został w protokołach wizytacyjnych z 1679 i 1688. W okresie reformacyjnym został przejęty przez luteran a odebrany im został przez specjalną komisję 18 kwietnia 1654. W 1688 na obszarze parafii obejmującej oprócz Kończyc Wielkich również Kaczyce dwie trzecie mieszkańców stanowili protestanci. Ówczesnym właścicielem tych miejscowości był katolicki Fryderyk baron Wilczek, który w 1686 wzniósł własną przydomową, drewnianą kaplicę i utrzymywał kapelana nazwiskiem Chalik, rodem z Frydku. Kolejni proboszczowie starali się zrekatolizować Kończyce Wielkie wraz z Rudnikiem, Kaczyce oraz po części także Hażlach. Z dość dużym powodzeniem czynili to ks. Wacław Malisz (1695-1702) oraz ks. Józef Antoni Mrowiec (1725-1749), rodem z Bogumina, czego świadectwem została prowadzona przez nich metryka nawróconych (łac. Liber conversorum). W 1749 nowym proboszczem został ks. Szymon Świeży (krewny Ignacego), który to w 1751 zlecił wybudowanie Jerzemu Dziendzieli z Zabłocia nowej wieży. W 1774 rozpoczęto budować nowy i obecny kościół parafialny, a z powodu braku innego gruntu i żeby na czas budowy nie stracić starego, mniejszego kościoła, nowy i dużo większy obudowano wokół niego, czym zajął się bobrecki cieśla, Paweł Krzyżyk. Gdy ukończono wznosić dach, stary kościół rozebrano.
W międzyczasie proboszcz Szymon Świeży zajmował się m.in. spisywaniem wszystkich parafian, opisem anomalii pogodowych. Opisał również wizytę cesarza Józefa II we Frysztacie, która miała miejsce 11 i 12 lipca 1766. Do 26 sierpnia 1767 parafia należała do dekanatu Frysztat, potem do dekanatu Skoczów, a dziś należy do dekanatu Strumień diecezji bielsko-żywieckiej.
W 1776 drewniana kaplica, przy miejscowym pałacu należącym wtenczas do Harasowskich z Harasowa i z ich fundacji, została zastąpiona nową, murowaną pod wezwaniem Opatrzności Bożej.
W 1900 roku w Rudniku wybudowano filialną kaplicę pod wezwaniem Najświętszej Maryi Panny.

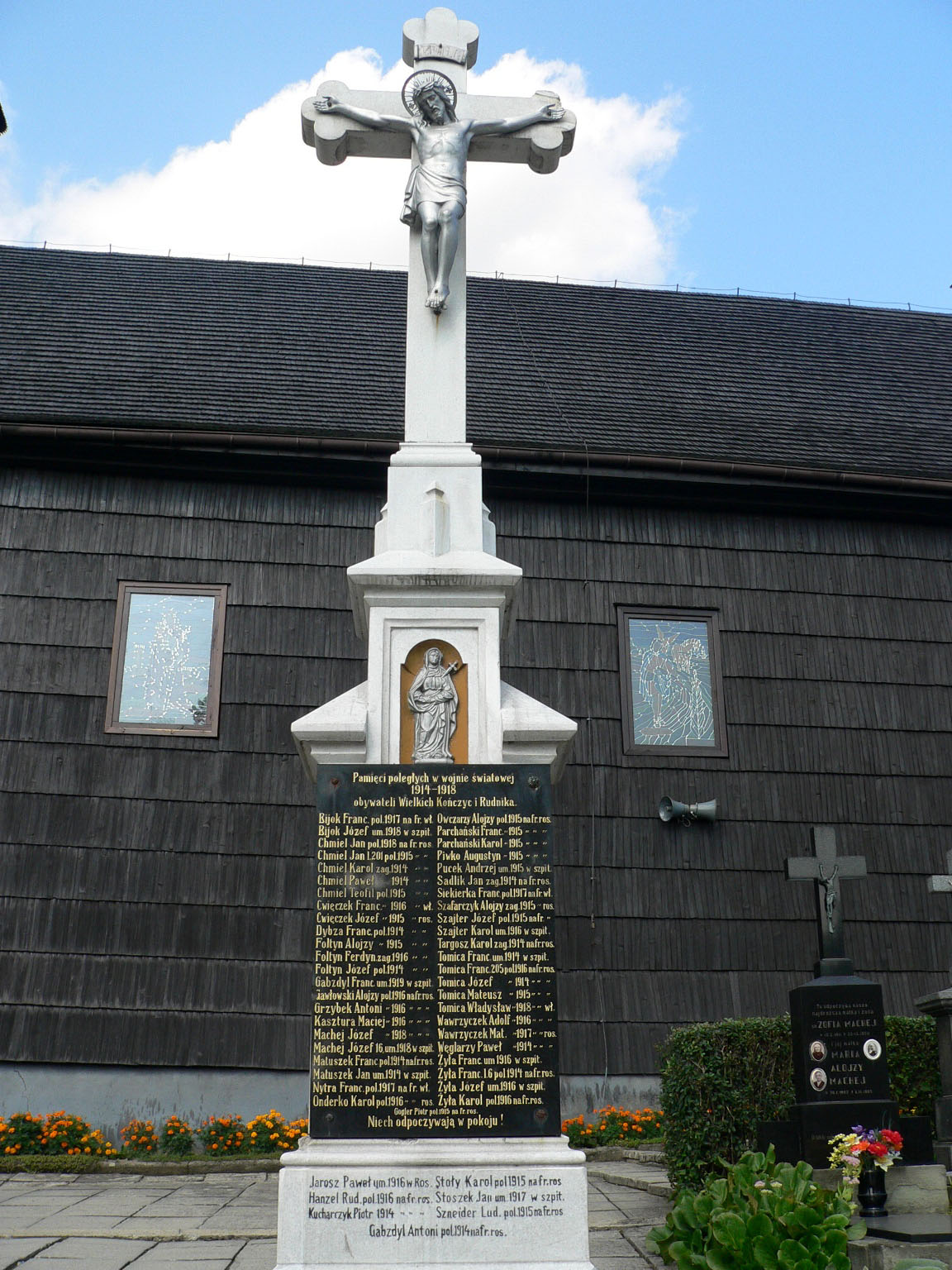
Krzyż poświęcony poległym podczas I wojny światowej
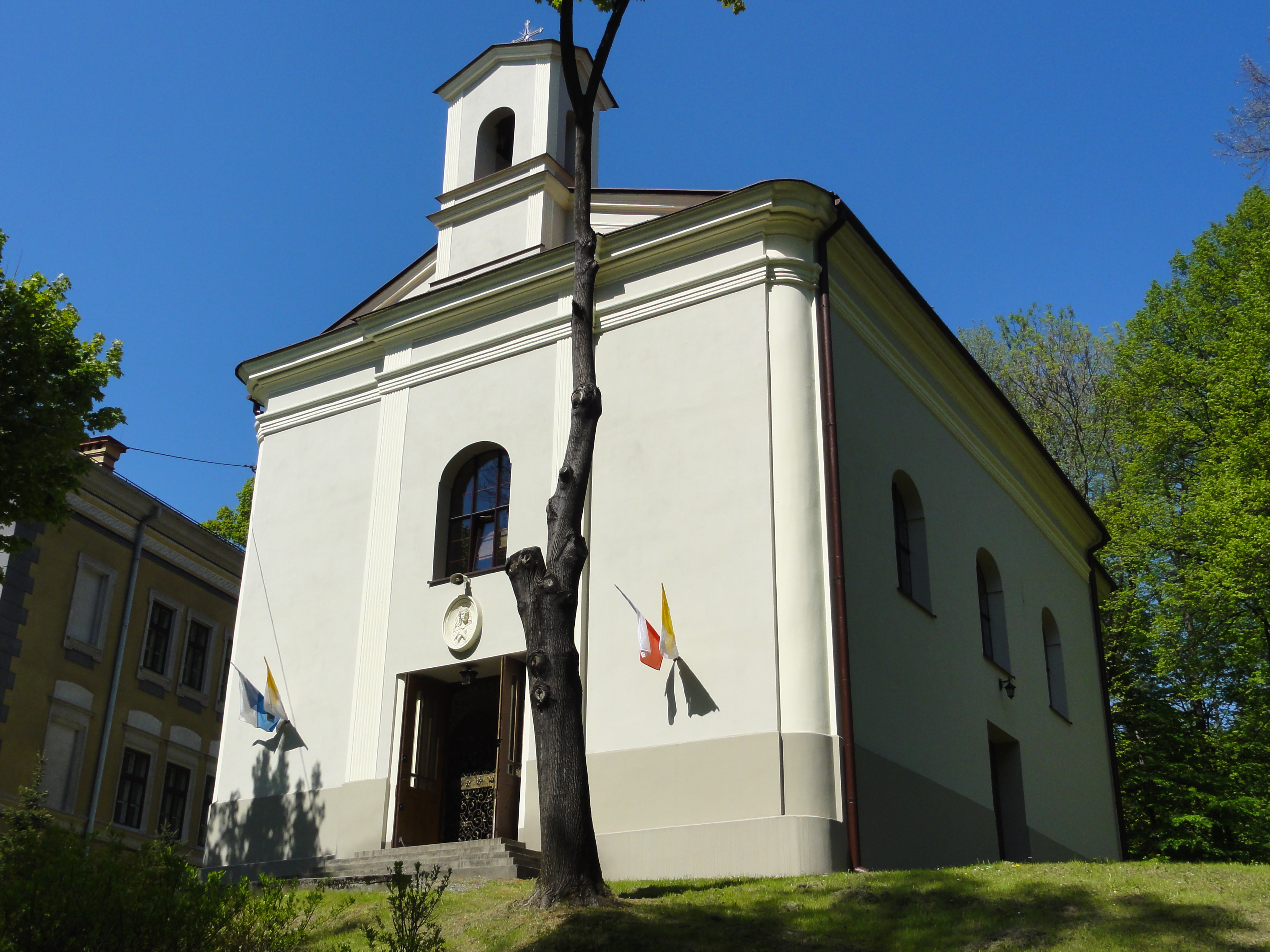
Kaplica pw. Opatrzności Bożej przy pałacu
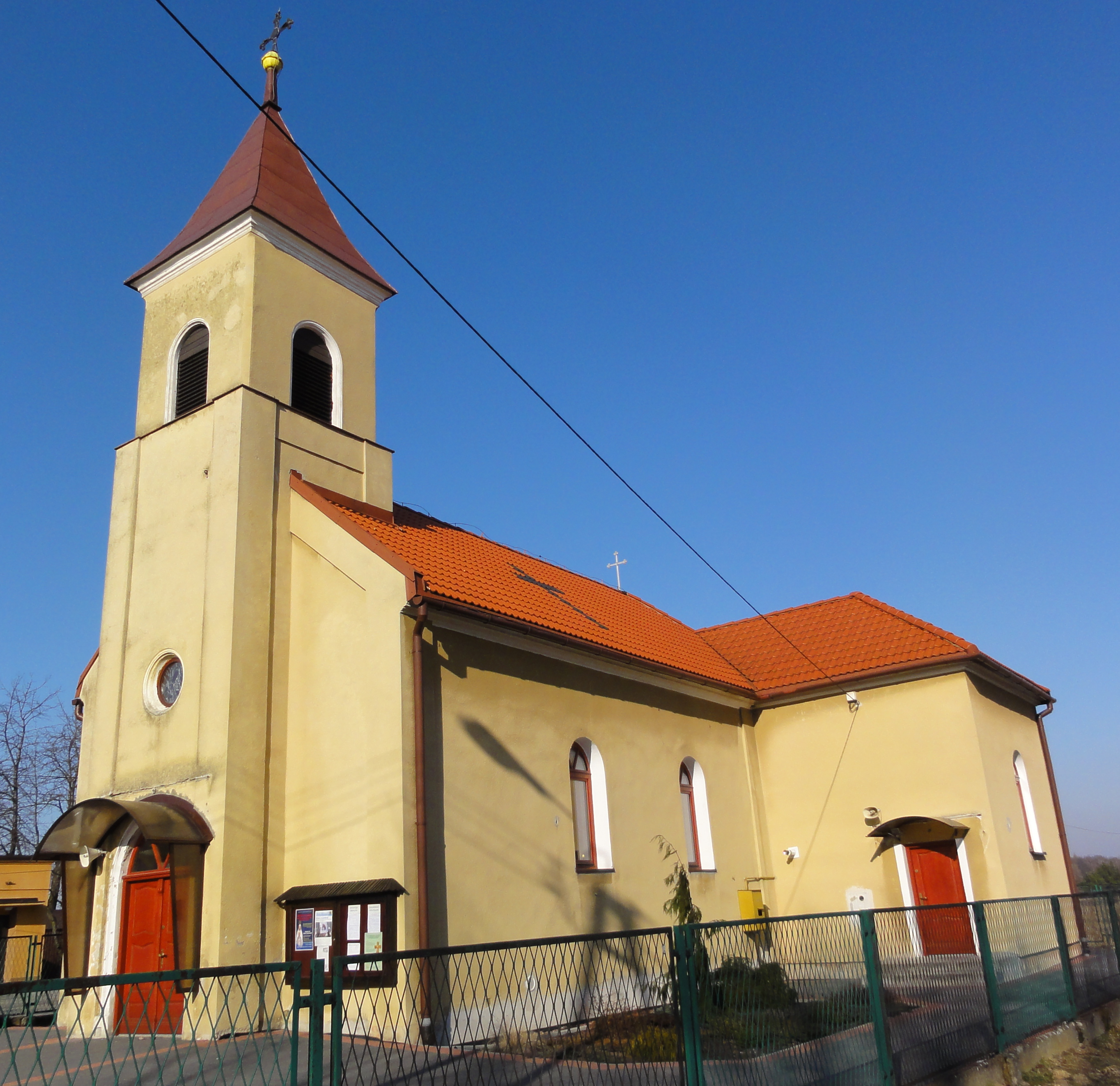
Filialna kaplica NMP w Rudniku